# Eredivisie 2010/11 (Frauenfußball)
Die Eredivisie 2010/11 war die vierte Spielzeit der niederländischen Eredivisie der Frauen. Die Saison begann am 2. September 2010 und endete am 12. Mai 2011. Meister wurde zum ersten Mal  FC Twente Enschede. Einen Absteiger gab es nicht. Im Februar 2011 gab Willem II aber bekannt, den Spielbetrieb der Frauenmannschaft nach dem Sommer einzustellen. Der dreimalige Champion AZ Alkmaar wechselte nach der Saison nach Telstar.

## Modus
An der Saison nahmen acht Mannschaften teil. Jede Mannschaft hatte je zwei Heim- und ein Auswärtsspiel bzw. ein Heim- und zwei Auswärtsspiele gegen die anderen Mannschaften. Meister wurden die Frauen des  FC Twente Enschede mit einem Punkt vor ADO Den Haag. Twente qualifizierte sich damit für die UEFA Women’s Champions League 2011/12, wo die Mannschaft im Sechzehntelfinale nach zwei Niederlagen gegen den russischen Meister FK Rossijanka ausschieden.

## Teilnehmende Mannschaften
| Verein             | Heimort    | Stadion                                                                               |
| ADO Den Haag       | Den Haag   | Kyocera Stadion Sportpark Nieuw Hanenburg                                             |
| AZ Alkmaar         | Alkmaar    | TATA Steel Stadion Sportpark Egmonderhout                                             |
| SC Heerenveen      | Heerenveen | Sportpark Skoatterwâld Zuidersportpark (Sneek) Abe-Lenstra-Stadion                    |
| FC Twente Enschede | Enschede   | De Grolsch Veste Sportpark Slangenbeek (Hengelo) FC Twente-trainingscentrum (Hengelo) |
| FC Utrecht         | Utrecht    | Sportpark Elinkwijk Sportpark Maarschalkerweerd Sportcomplex Zoudenbalch              |
| VVV-Venlo          | Venlo      | Seacon Stadion De Koel Sportpark VV VOS                                               |
| Willem II          | Tilburg    | Sportcomplex Bijstervelden                                                            |
| FC Zwolle          | Zwolle     | FC Zwolle Stadion Sportpark Ceintuurbaan                                              |

## Abschlusstabelle
| Pl. | Verein             | Sp. | S  | U | N  | Tore    | Diff. | Punkte |
| --- | ------------------ | --- | -- | - | -- | ------- | ----- | ------ |
| 1.  | FC Twente Enschede | 21  | 13 | 5 | 3  | 039:200 | +19   | 44     |
| 2.  | ADO Den Haag       | 21  | 13 | 4 | 4  | 053:240 | +29   | 43     |
| 3.  | AZ Alkmaar (M)     | 21  | 12 | 4 | 5  | 043:250 | +18   | 40     |
| 4.  | SC Heerenveen      | 21  | 9  | 7 | 5  | 033:300 | +3    | 34     |
| 5.  | FC Utrecht         | 21  | 7  | 9 | 5  | 030:290 | +1    | 30     |
| 6.  | VVV-Venlo          | 21  | 3  | 8 | 10 | 027:440 | −17   | 17     |
| 7.  | Willem II          | 21  | 3  | 3 | 15 | 022:400 | −18   | 12     |
| 8.  | FC Zwolle          | 21  | 2  | 4 | 15 | 021:560 | −35   | 10     |

| (M) | Meister der Saison 2009/10 |

### Beste Torschützinnen
Erstmals belegten drei Spielerinnen aus einem Verein die ersten drei Plätze der Torschützinnenliste.
| Rang | Spielerin         | Team    | Tore |
| ---- | ----------------- | ------- | ---- |
| 1    | Chantal de Ridder | Alkmaar | 19   |
| 2    | Lisanne Grimberg  | ADO     | 14   |
| 2    | Renate Jansen     | ADO     | 14   |
| 4    | Lisanne Vermeulen | Zwolle  | 11   |
| 5    | Marlous Pieëte    | Twente  | 10   |
| 5    | Dominique Vugts   | Utrecht | 10   |